# Shoal Lake 39
Shoal Lake 39 är ett reservat i Kanada.   Det ligger i provinsen Manitoba, i den sydöstra delen av landet, 1 500 km väster om huvudstaden Ottawa.
Trakten runt Shoal Lake 39 är nära nog obefolkad, med mindre än två invånare per kvadratkilometer.